# 環境省
環境省（かんきょうしょう、英: Ministry of the Environment、略称: MOE）は、日本の行政機関のひとつ。環境の保全・整備、公害の防止、原子力安全政策を所管する。

## 所掌事務
環境省設置法に定められた上記の任務を達成するため、同法第4条は環境省がつかさどる事務を計26号にわたって規定している。具体的には以下の事項に関する事務がある。
- 環境保全政策（第1号）
- 環境の保全に関する関係行政機関の事務の調整（第2号）
- 地球環境保全に関する行政機関の経費および試験研究委託費の配分計画（第3号）
- 国土利用計画の環境保全分野（第5号）
- 特定有害廃棄物等の輸出入・運搬および処分の規制（第6号）
- 南極地域の環境保護（第7号）
- 環境基準の設定（第8号）
- 公害防止のための規制（第9号）
- 公害に係る健康被害の補償および予防（第10号）
- 公害の防止のための事業に要する費用の事業者負担に関する制度（第11号）
- 自然環境が優れた状態を維持している地域における当該自然環境の保全（第12号）
- 自然公園および温泉の保護・整備（第13号）
- 景勝地および休養地ならびに公園の整備（第14号）
- 皇居外苑、京都御苑および新宿御苑ならびに千鳥ケ淵戦没者墓苑の維持および管理（第15号）
- 野生動植物・鳥獣の保護および狩猟の適正化その他生物多様性の確保（第16号）
- 人の飼養に係る動物の愛護ならびに当該動物による人の生命、身体および財産に対する侵害の防止（第17号）
- 自然環境の健全な利用のための活動の増進（第18号）
- 廃棄物の排出の抑制および適正な処理ならびに清掃（第19号）
- 原子炉事故により放出された放射性物質による環境の汚染への対処（第19号の2）
- 石綿による健康被害の救済（第20号）
- 第1号から第20号に規定するほか、専ら環境の保全を目的とする事務および事業（第21号）
- 温室効果ガス排出の抑制、オゾン層の保護（第22号イロ）
- 工場立地・化学物質・農薬の規制（第22号ホヌヲ）
- 放射性物質の監視および測定（第22号チ）
- 原子力利用の安全確保に関すること（第24号）

## 沿革
- 1956年（昭和31年）5月1日 - 水俣病正式発見。
- 1964年（昭和39年）3月27日 - 閣議決定により、公害対策推進連絡会議を設置。
- 1967年（昭和42年）8月3日 - 公害対策基本法が公布・同日施行。
- 1970年（昭和45年）7月31日 - 内閣に公害対策本部を設置。
  - 11月24日 - 召集の第64回国会において公害対策関連14法案が成立。この国会は公害国会の異名をとった[5]。
  - 12月28日 - 佐藤栄作首相が環境保護庁（仮称）の新設を裁定。
- 1971年（昭和46年）1月8日 - 環境庁の新設を閣議了解。
  - 7月1日 - 総理府の外局として環境庁が発足[6]。内閣公害対策本部（総理府公害対策室を含む）、厚生省（大臣官房国立公園部、環境衛生局公害部）、通商産業省（公害保安局公害部）、経済企画庁（国民生活局の一部）、林野庁（指導部造林保護課の一部）などの環境関係部署が統合した。
- 2001年（平成13年）1月6日 - 中央省庁再編により環境庁を改組し、環境省設置。厚生省より、廃棄物処理行政を移管した。
- 2005年（平成17年）10月1日 - 内部部局として「水・大気環境局」（環境管理局を改組）を、地方支分部局として「地方環境事務所」[注釈 3]を設置。
- 2012年（平成24年）9月19日 - 原子力規制委員会設置法が施行され、任務に「原子力の研究、開発及び利用における安全の確保」が加わる。対応する組織として、外局の原子力規制委員会を設置。同委員会には事務局として原子力規制庁が置かれた。
- 2013年（平成25年）7月 - 情報漏洩事件発生[注釈 4]。
- 2017年（平成29年）7月14日 - 総合環境政策局の廃止及び環境保健部の大臣官房への移管、大臣官房廃棄物・リサイクル対策部の廃止、環境再生・資源循環局の新設などを柱とした組織改編を行う。

## 組織

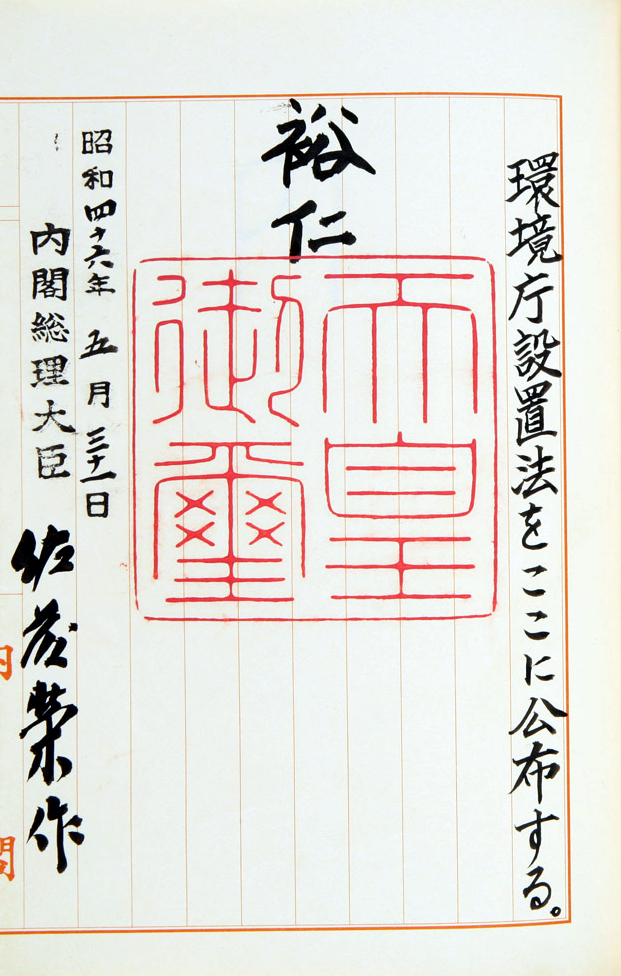
環境庁設置法（昭和46年法律第88号）御署名原本。

環境省の内部組織は一般的に、法律の環境省設置法、政令の環境省組織令及び省令の環境省組織規則が階層的に規定している。 本省内部部局は、中央合同庁舎第5号館3階及び22階から26階に所在している。

### 幹部
- 環境大臣（法律第5条）
- 環境副大臣（国家行政組織法第16条）（2人）
- 環境大臣政務官（国家行政組織法第17条）（2人）
- 環境大臣補佐官（国家行政組織法第17条の2）（1人以内、必置ではない）
- 環境事務次官（国家行政組織法第18条）
- 地球環境審議官（法律第6条）
- 環境大臣秘書官

### 内部部局
- 大臣官房（政令第2条第1項）
  - 秘書課（政令第12条第1項）
  - 総務課
  - 会計課
  - 政策立案総括審議官
  - サイバーセキュリティ・情報化審議官
  - 審議官（3）
  - 環境保健部
    - 企画課
    - 化学物質安全課
    - 参事官

  - 地域脱炭素推進審議官
    - 地域政策課
    - 地域脱炭素事業推進課
    - 参事官
- 総合環境政策統括官
  - 総合政策課
  - 環境経済課
  - 環境影響評価課
- 地球環境局
  - 特別国際交渉官
  - 総務課（政令第26条）
  - 地球温暖化対策課
  - 国際連携課
  - 参事官
- 水・大気環境局
  - 総務課（政令第30条）
  - 環境管理課
  - モビリティ環境対策課
  - 海洋環境課
- 自然環境局
  - 総務課（政令第36条）
  - 自然環境計画課
  - 国立公園課
  - 自然環境整備課
  - 野生生物課
- 環境再生・資源循環局
  - 次長
  - 総務課
  - 廃棄物適正処理推進課
  - 廃棄物規制課
  - 参事官（3）

### 審議会等
- 中央環境審議会（地球環境法、法律第7条）
- 公害健康被害補償不服審査会（公害健康被害の補償等に関する法律）
- 臨時水俣病認定審査会（政令第41条）
- 有明海・八代海等総合調査評価委員会（有明海及び八代海等を再生するための特別措置に関する法律）
- 環境省国立研究開発法人審議会

### 施設等機関
- 環境調査研修所（政令第42条）
  - 国立水俣病総合研究センター

### 特別の機関
- 公害対策会議（環境基本法、法律第11条）

### 地方支分部局
地方支分部局として地方環境事務所をおく（法律第12条）。
- 北海道地方環境事務所（政令第43条）
- 東北地方環境事務所
- 福島地方環境事務所
- 関東地方環境事務所
- 中部地方環境事務所
- 近畿地方環境事務所
- 中国四国地方環境事務所
- 九州地方環境事務所

### 外局
- 原子力規制委員会（国家行政組織法、原子力規制委員会設置法）
  - 原子炉安全専門審査会（第13条第1項）
  - 核燃料安全専門審査会
  - 放射線審議会（放射線障害防止の技術的基準に関する法律、同条第2項）
  - 国立研究開発法人審議会
  - 原子力規制庁（第27条第1項）（原子力規制委員会の事務局）
  - 原子力安全人材育成センター（原子力規制委員会の施設等機関）

## 所管法人
環境省が主管する独立行政法人は2025年4月1日現在、国立環境研究所、環境再生保全機構の2法人である。
環境省が主管する特殊法人は2025年4月1日現在、中間貯蔵・環境安全事業株式会社のみである。これは、株式会社の形態で設立された特殊会社である。
環境省が主管する特別の法律により設立される民間法人（特別民間法人）、認可法人、地方共同法人及び特別の法律により設立される法人は存在しない。

## 財政
2025年度（令和7年度）一般会計当初予算における環境省所管の歳出予算は3095億9365万1千円である。組織別の内訳は本省が2561億3133万8千円、地方環境事務所が78億7699万6千円、原子力規制委員会が455億8531万7千円となっている。共通費を除く主な科目は「石油石炭税財源エネルギー需給構造高度化対策費エネルギー対策特別会計へ繰入」（本省）が1172億7600万円、「廃棄物処理施設整備費」（本省）が374億4037万5千円、「電源開発促進税財源原子力安全規制対策費エネルギー対策特別会計へ繰入」（原子力規制委員会）が341億0700万円などとなっている。
歳入予算は33億7023万3千円、全額が雑収入である。
環境省は、内閣府、文部科学省及び経済産業省とエネルギー対策特別会計を共管している。また、国会、裁判所、会計検査院、内閣、内閣府、デジタル庁、復興庁、総務省、法務省、外務省、財務省、文部科学省、厚生労働省、農林水産省、経済産業省、国土交通省、環境省及び防衛省所管の東日本大震災復興特別会計を共管する。

## 職員
一般職の在職者数は2024年7月1日現在、環境省全体で3,040人（男性2,340人、女性700人）である。うち、本省（地方環境事務所を含む）が2,053人（男性1,527人、女性526人）、原子力規制委員会（原子力規制庁及び施設等機関を含む。）が987人（男性813人、女性174人）となっている。
行政機関職員定員令に定められた環境省の定員は特別職1人を含めて3,410人である。本省および各外局別の定員は省令の環境省定員規則が、本省2,256人、原子力規制委員会（事務局（原子力規制庁）及び施設等機関の職員の定員）1,145人、合計3,385人と規定する。
2025年度一般会計予算における予算定員は特別職17人、一般職2,155人の計2,172人である。一般会計の予算定員の機関別内訳は環境省本省が1,117人、地方環境事務所644人　原子力規制委員会（原子力規制庁及び施設等機関を含む）411人である。特別会計の予算定員は、エネルギー対策特別会計（環境省所管分）が739人（すべて原子力規制委員会）、東日本大震災復興特別会計（環境省所管分）が515人（すべて地方環境事務所）である。
環境省職員は一般職の国家公務員なので、労働基本権のうち争議権と団体協約締結権は国家公務員法により認められていない。団結権は保障されており、職員は労働組合として国公法の規定する「職員団体」を結成し、若しくは結成せず、又はこれに加入し、若しくは加入しないことができる（国公法第108条の2第3項）。
2022年3月31日現在、人事院に登録された職員団体の数は単一体1となっている。組合員数は8人、組織率は0.3%となっている。組織率は13府省2院の平均である33.4%を38ポイント下回っている。2000年代は2009年度末まで職員団体の組織率が2割程度で推移していたが、2010年度、一挙に0%になっている。過去にあった労組は全環境省労働組合（略称:全環境）で、連合・全労連いずれにも属さない中立系組合であった。その後再度組織されたが極めて弱小である。

## 広報
環境省の編集する白書には「環境白書」、「循環型社会白書」、「生物多様性白書」の3つがあり、それぞれ、環境基本法、循環型社会形成推進基本法および生物多様性基本法の規定により、毎年、政府が国会に提出することが定められた報告書と今後の施策文書を収録している。その内「環境白書」には環境基本法第12条に定められた「環境の状況及び政府が環境の保全に関して講じた施策に関する報告」と「環境の状況を考慮して講じようとする施策を明らかにした文書」が収録される。循環型社会白書と生物多様性白書も同様の形式である。以前はそれぞれ市販本が発行されていたが、2009年（平成21年）版から3白書の市販版は合冊となっている。
ウェブサイトのURLのドメイン名は「www.env.go.jp」である。定期刊行の広報誌としては、隔月刊の「エコジン」がある。2007年6月以前はぎょうせい発行の『かんきょう』が刊行されていたが、2007年7月から社団法人時事画報社発行で、隔月刊の「エコジン」に更新され、現在は環境省が発行し、株式会社文化工房が編集となっている。

## 歴代事務次官

### 環境事務次官
| 氏名                   | 前職                   | 在任期間                                                                          | 退任後の役職 |
| 環境事務次官（環境庁） | 環境事務次官（環境庁） | 環境事務次官（環境庁）                                                            | 環境事務次官（環境庁） |
| ---------------------- | ---------------------- | --------------------------------------------------------------------------------- | --- |
| 梅本純正               | 厚生事務次官           | 1971年（昭和46年）7月1日 -1973年（昭和48年）7月27日                               | 内閣官房副長官、武田薬品工業社長 |
| 船後正道               | 企画調整局長           | 1973年（昭和48年）7月27日 - 1975年（昭和50年）7月8日                              | 中小企業金融公庫総裁 |
| 城戸謙次               | 企画調整局長           | 1975年（昭和50年）7月8日 -1978年（昭和53年）6月23日                               | 公害防止事業団理事長 |
| 信澤清                 | 企画調整局長           | 1978年（昭和53年）6月23日 - 1979年（昭和54年）7月6日                              | 公害防止事業団理事長 |
| 上村一                 | 企画調整局長           | 1979年（昭和54年）7月6日 -1980年（昭和55年）6月17日                               | 社会福祉・医療事業団理事長、 医薬品副作用被害救済・研究振興基金理事長 |
| 金子太郎               | 企画調整局長           | 1980年（昭和55年）6月17日 - 1981年（昭和56年）7月10日                             | 丸三証券会長 |
| 藤森昭一               | 企画調整局長           | 1981年（昭和56年）7月10日 - 1982年(昭和57年）11月27日                             | 内閣官房副長官、宮内庁長官、 日本赤十字社社長 |
| （清水汪）             |                        | 1982年（昭和57年）11月27日 - 1982年（昭和57年)11月30日 企画調整局長による事務代理 | |
| 清水汪                 | 企画調整局長           | 1982年（昭和57年）11月30日 -1984年（昭和59年）9月4日                              | 農林中金総合研究所理事長 （財）地球・人間環境フォーラム理事長 |
| 正田泰央               | 企画調整局長           | 1984年（昭和59年）9月4日 -1985年（昭和60年）9月3日                                | 環境事業団理事長 |
| 山崎圭                 | 企画調整局長           | 1985年（昭和60年）9月3日 -1986年（昭和61年）9月5日                                | バイエル薬品会長 |
| 岡崎洋                 | 企画調整局長           | 1986年（昭和61年）9月5日 - 1987年（昭和62年）10月9日                              | 神奈川県知事 |
| 加藤陸美               | 企画調整局長           | 1987年（昭和62年）10月9日 - 1988年（昭和63年）7月15日                             | 社会福祉・医療事業団理事長 |
| 森幸男                 | 企画調整局長           | 1988年（昭和63年）7月15日 - 1990年（平成2年）7月10日                              | 東宮大夫、宮内庁次長 |
| 安原正                 | 企画調整局長           | 1990年（平成2年）7月10日 -1991年（平成3年）7月9日                                 | 農林漁業金融公庫副総裁、山種証券会長 |
| 渡辺修                 | 企画調整局長           | 1991年（平成3年）7月9日 - 1993年（平成5年）6月29日                                | 環境事業団理事長 |
| 八木橋惇夫             | 企画調整局長           | 1993年（平成5年）6月29日 - 1994年（平成6年）7月15日                               | 商工組合中央金庫副理事長、日本酒類販売副社長、 沖縄振興開発金融公庫理事長 |
| 森仁美                 | 企画調整局長           | 1994年（平成6年）7月15日 - 1995年（平成7年）7月4日                                | 年金福祉事業団理事長、年金資金運用基金理事長 |
| 石坂匡身               | 企画調整局長           | 1995年（平成7年）7月4日 - 1996年（平成8年）7月5日                                 | 自動車保険料率算定会副理事長、石油公団副総裁、 （社）日本損害保険協会副会長、（財）大蔵財務協会理事長                                                                         |
| 大西孝夫               | 企画調整局長           | 1996年（平成8年）7月5日 -1998年（平成10年）1月9日                                 | （財）休暇村協会理事長 |
| 田中健次               | 企画調整局長           | 1998年（平成10年）1月9日 -1999年（平成11年）7月27日                               | 環境再生保全機構理事長 |
| 岡田康彦               | 企画調整局長           | 1999年（平成11年）7月27日 - 2001年（平成13年）1月5日                              | 住宅金融公庫副総裁、（社）全国労働金庫協会理事長 |
| 環境事務次官（環境省） |                        |                                                                                   | |
| 太田義武               | 企画調整局長           | 2001年（平成13年）1月6日 -2002年（平成14年）1月8日                                | みずほコーポレート銀行顧問 |
| 中川雅治               | 総合環境政策局長       | 2002年（平成14年）1月8日 - 2003年（平成15年）7月1日                               | 参議院議員、環境大臣兼内閣府特命担当大臣（原子力防災担当） |
| 炭谷茂                 | 総合環境政策局長       | 2003年（平成15年）7月1日 -2006年（平成18年）9月5日                                | （財）休暇村協会理事長、社会福祉法人恩賜財団済生会理事長 |
| 田村義雄               | 総合環境政策局長       | 2006年（平成18年）9月5日 -2008年（平成20年）7月22日                               | 在クロアチア特命全権大使 |
| 西尾哲茂               | 総合環境政策局長       | 2008年（平成20年）7月22日 - 2009年（平成21年）7月14日                             | 明治大学教授 |
| 小林光                 | 総合環境政策局長       | 2009年（平成21年）7月14日 - 2011年（平成23年）1月7日                              | 慶應義塾大学教授 |
| 南川秀樹               | 地球環境審議官         | 2011年（平成23年）1月7日 -2013年（平成25年）7月2日                                | 福島中間貯蔵等連絡調整推進本部本部長 一般財団法人日本環境衛生センター理事長                                                                                                   |
| 谷津龍太郎             | 地球環境審議官         | 2013年（平成25年）7月2日 -2014年（平成26年）7月8日                                | 中間貯蔵・環境安全事業株式会社代表取締役社長 |
| 鈴木正規               | 官房長                 | 2014年（平成26年）7月8日 -2015年（平成27年）7月31日                               | イオン株式会社執行役総合金融事業担当、イオン銀行代表取締役会長、イオンフィナンシャルサービス代表取締役会長、イオンクレジットサービス取締役、AFSコーポレーション代表取締役会長 |
| 関荘一郎               | 地球環境審議官         | 2015年（平成27年）7月31日 - 2016年（平成28年）6月17日                             | 公益財団法人日本産業廃棄物処理振興センター理事長 東京大学国際高等研究所サステイナビリティ学連携研究機構特任研究員 中央大学研究開発機構客員教授                                |
| 小林正明               | 地球環境審議官         | 2016年（平成28年）6月17日 - 2017年（平成29年）7月14日                             | 中間貯蔵・環境安全事業社長 |
| 森本英香               | 官房長                 | 2017年（平成29年）7月14日 - 2019年（令和元年）7月9日                              | 早稲田大学法学部教授 一般財団法人持続性推進機構理事長 |
| 鎌形浩史               | 官房長                 | 2019年（令和元年）7月9日 - 2020年（令和2年）7月21日                               | 中間貯蔵・環境安全事業代表取締役社長 |
| 中井徳太郎             | 総合環境政策統括官     | 2020年（令和2年）7月21日 - 2022年（令和4年）7月1日                                | 日本製鉄顧問 |
| 和田篤也               | 総合環境政策統括官     | 2022年（令和4年）7月1日 -2024年（令和6年）7月1日                                  | |
| 鑓水洋                 | 総合環境政策統括官     | 2024年（令和6年）7月1日 - 2025年（令和7年）7月1日                                 | |
| 上田康治               | 官房長                 | 2025年（令和7年）7月1日 -                                                         | |

## 幹部
一般職の幹部は以下のとおりである。
- 事務次官：上田康治
- 地球環境審議官：土居健太郎
- 大臣官房長：秦康之
- 大臣官房政策立案総括審議官：飯田博文
- 大臣官房環境保健部長：前田光哉
- 大臣官房地域脱炭素推進審議官：中尾豊
- 総合環境政策統括官：白石隆夫
- 地球環境局長：関谷毅史
- 水・大気環境局長：大森恵子
- 自然環境局長：堀上勝
- 環境再生・資源循環局長：角倉一郎

## 関連紛争・諸問題

### 関連紛争
- レジ袋有料化 - レジ袋税 - 容器包装リサイクル法
- 京都議定書目標達成計画 - チーム・マイナス6%（チャレンジ25キャンペーン） - 二酸化炭素25%削減の公約と撤回

### 不祥事
除染事業を巡る汚職事件
2017年3月2日、福島第一原子力発電所事故を巡る除染事業に参入させる見返りに業者から飲食接待を受けたとして、福島環境再生事務所の除染推進市街地担当専門官が収賄容疑で逮捕された。
障害者雇用水増し

2018年8月28日、菅義偉内閣官房長官は、中央省庁の障害者雇用の水増し数を発表、全省庁水増し3,460人中、環境省は48人不足していた。 
懇親会でクラスター発生
2022年4月5日、当省は「リバウンド警戒期間中」だった3月28日に環境経済課の職員12人が東京都内の飲食店で開催した懇親会で、うち20～30代の9人が新型コロナウイルス感染症に感染し、クラスターが発生したと発表した。
水俣病被害者懇談会、マイク打ち切り
2024年5月1日に熊本県水俣市で開催された水俣病犠牲者追悼慰霊式後の伊藤信太郎大臣と患者団体との懇談の席で、2団体の会員それぞれの発言の途中に、司会を担当した本省の特殊疾病対策室・木内哲平室長が大臣の帰りの新幹線に間に合わせるためを名目として、3分間の時間制限を超えたことを理由に、マイクの音を一方的に打ち切り、大臣一行が退席した事案が発生。団体からの猛烈な抗議や世論を受けた岸田政権は「不適切な対応だった 政府としておわび」（林官房長官）としてこれを謝罪したとしている。しかし、地元には現在もなお根強い不信感が続いている。さらに、伊藤信太郎大臣はこのマイク打ち切りがあった後も、6日後にあたる2024年5月7日までマイクを切ったことを知らなかったとしていた。